# 友金良太
友金 良太（ともがね りょうた、1988年11月16日 - ）は、日本の男性AIエンジニア、実業家、YouTuber、TikToker。
兵庫県神戸市出身。AIエンジニア、ヒューマンビートボクサー。

## 概要
関西学院大学卒業後、大手SIerに就職しSEとして働く。現在はAIエンジニアとしてコンサルティングや企業向けDX推進業務などに勤しむ。その傍ら、2014年頃からYouTuberとしても本格始動。ビートボックスや海外駐在経験で培った英語力を武器に、Google認定YouTuberとしてチャンネル登録者数53万人を突破。TikTokのフォロワー数は53万人超え、TEDｘTALKスピーカーとして登壇経験もある。
2014年、名前が超人気ユーチューバーHIKAKINに似ていることから炎上。TOMOKINは本名由来のニックネームであるため、炎上を逆に利用しユーチューバーとしての活動をスタート。
2017年、シリコンバレーにAI・IoT・ブロックチェーンの研究者として駐在。また、サンフランシスコにてTEDxTalkに登壇。会社に縛られずに新しいことに自由な意思でさまざまな挑戦をするため、パラレルキャリアを実践。
2019年、関西学院大学学園祭のステージにゲスト出演。また、YouTubeの登録者は10万人を突破。
2021年、YouTubeの登録者は20万人を突破。また、ニコニコ超会議やAbemaなど数多くのメディアに出演を果たす。
2024年、YouTubeの登録者は50万人を突破。また、TikTokの登録者も50万人を突破。

## 年表
- 2012年 - 関西学院大学卒業。
- 2012年4月 - システムエンジニアとしてのキャリアをスタート。
- 2017年 - シリコンバレー駐在のため、渡米。
- 2018年 - サンフランシスコにてTEDx TALK登壇[9]。
- 2019年 - AIエンジニアとしてのキャリアをスタート。
- 2023年 - 「令和のエンジニアのパラレルキャリアについて」をテーマにDeveloper Boostに登壇[10]。

## メディア出演

### テレビ
- AbemaTV「The NIGHT」[11]
- AbemaTV「ABEMA Prime」[12]
- 関西テレビ「桃色つるべ」[13]

### 新聞・雑誌
- 神戸新聞[14]
- 朝日新聞[15]